# Ochrona Zabytków
Ochrona Zabytków – specjalistyczne czasopismo ukazujące się nieprzerwanie, pod niezmienionym tytułem, od 1948 roku. Poświęcone zagadnieniom związanym z konserwacją i badaniami obiektów zabytkowych, jest spadkobiercą idei wydawanego w latach 1930–1931 przez Ministerstwo Wyznań i Oświecenia Publicznego periodyku „Ochrona Zabytków Sztuki”.
Pierwotnie „Ochrona Zabytków” ukazywała się w Krakowie jako kwartalnik nakładem „Czytelnika”. Następnie krakowską redakcję zastąpiło Stowarzyszenie Historyków Sztuki i Kultury Materialnej (współwydawcą był wówczas Departament Konserwacji i Ochrony Zabytków Ministerstwa Kultury i Sztuki). Od 1962 roku stała się czołowym wydawnictwem dawnego Ośrodka Dokumentacji Zabytków (w latach 2002–2010 przemianowany na Krajowy Ośrodek Badań i Dokumentacji Zabytków, od 2011 roku pod obecną nazwą – Narodowy Instytut Dziedzictwa).
Od 2014 roku „Ochrona Zabytków” jest półrocznikiem. Obecny zakres tematyczny obejmuje zagadnienia teoretyczne i praktyczne z dziedzin: konserwacja i restauracja zabytków, historia sztuki, architektura i urbanistyka, architektura krajobrazu, archeologia, etnologia, prawo w ochronie zabytków, zarządzanie dziedzictwem.
„Ochrona Zabytków” jest wydawnictwem naukowym, figurującym na liście czasopism punktowanych Ministerstwa Nauki i Szkolnictwa Wyższego. Wersją pierwotną (referencyjną) jest wersja papierowa, ISSN 0029-8247, INDEKS – 367605, nakład 500 egz., liczba stron 200-230.